# Yehuda Knobler
Yehuda Lejb Knobler (ur. 15 sierpnia 1923 w Słomnikach) – izraelski chemik wywodzący się z Polski, profesor Uniwersytetu Hebrajskiego w Jerozolimie, poeta i pisarz.

## Życiorys
Urodził się w Słomnikach koło Krakowa. Był synem Fajwla i Chawy z domu Wolnerman. Naukę odbył w polskiej szkole powszechnej, w szkole hebrajskiej, w chederze i w gimnazjum. Po wybuchu II wojny światowej mieszkał Krakowie i w Słomnikach. W czerwcu 1942 został uwięziony w obozie pracy przymusowej Plaszow. Następnie był więźniem Obozu Koncentracyjnego Mauthausen-Gusen, gdzie doczekał się wyzwolenia 5 maja 1945.
Po wojnie przez dwa lata był leczony ze szkód na zdrowiu doznanych w niemieckich obozach. Wstąpił w Mandacie Palestyny do syjonistycznej Hagany. W latach 1947–1949 był internowany w obozie na Cyprze. Przez rok był żołnierzem armii izraelskiej. Podjął studia chemiczne na Uniwersytecie Hebrajskim. Tam uzyskał stopień naukowy doktora i został wykładowcą tej uczelni, obejmując tam ostatecznie stanowisko profesora chemii.
W latach 1957–1959 działał w środowisku ocalałych z Holokaustu, które doprowadziło do uchwalenia przez Kneset ustawy o Dniu Pamięci Męczeństwa i Bohaterstwa Żydów podczas II wojny światowej.
Był inicjatorem Związku Żydów Słomnickich w Izraelu.
Opublikował teksty wspomnieniowe i zbiory poezji, m.in.: Wspomnienia z lat ludobójczych 1939–1945 (Kraków 1996), Z nowym rokiem w sądne dni (Kraków 1999), Do Jordanu od Szreniawy i Wisły (Kraków–Budapeszt 2009).
Jego syn Haim Knobler jest profesorem psychiatrii w Jerozolimie.